# Waldemar Wiszyński
Waldemar Wiszyński (ur. 6 października 1973 w Krośnie) – polski karateka w stylu kyokushin.

## Życiorys
Uprawiał dyscyplinę karate kyokushin w Sanockim Klubie Karate. Jego trenerem był Henryk Orzechowski. Stopień mistrzowski: I dan (1998). Zdobywca 40 medali, w tym 20 złotych. Do 2002 odbył 137 walk (z czego 111 zwycięstw, w tym 56 przez ippon oraz 26 porażki). Do 2009 wziął udział w 57 turniejach, podczas których walczył 178 razy, w tym 68 walk zakończył przed czasem (przez ippon). Został 6-krotnym Mistrzem Polski w kategorii juniorów i seniorów. W trakcie kariery startował w kategoriach wagowych do 65 kg, do 70 kg, do 75 kg oraz do 80 kg w 2009.
Uczył się w technikum budowlanych dla pracujących w Zespole Szkół Budowlanych w Sanoku. Ukończył studia licencjackie na Akademii Ekonomicznej w Krakowie o specjalności rachunkowość i zarządzanie o specjalności księgowość zarządcza oraz studia uzupełniające magisterskie na Politechnice Rzeszowskiej na kierunku marketing i zarządzanie przedsiębiorstwem. Został szefem ochrony w sanockiej dyskotece Art Club.
W wyborów samorządowych w 2002 bezskutecznie ubiegał się o mandat Rady Miasta Sanoka, startując z listy Komitetu Wyborczego Platforma Gospodarcza.
Jego ojciec Adam (1952-2021) był bokserem wagi ciężkiej, a brat Artur (1976-2018) także uprawiał karate.

## Osiągnięcia
Mistrzostwa Polski juniorów
- 1991: Nowa Sól – brązowy medal
- 1992: Krosno – złoty medal (kat. do 65 kg)[6]
- 1993: Koszalin – złoty medal (kat. do 65 kg; nagroda dla najlepszego zawodnika-technika turnieju)[7]
- 1994: Radom – złoty medal

Mistrzostwa Polski seniorów
- 1991: Bytom – srebrny medal (kat. do 65 kg)
- 1996: Gdańsk – brązowy medal
- 1997: Koszalin – srebrny medal
- 1998: Wrocław – złoty medal (kat. do 70 kg)[8]
- 1999: Siedlce – srebrny medal
- 2002: Toruń – złoty medal
- 2003: Warszawa – srebrny medal
- 2007: Rzeszów – brązowy medal[9]
- 2009: Sieradz – złoty medal (kat. do 80 kg)

Puchar Polski
- 1995: srebro[9]
- 2001: Gliwice – złoto (do 75 kg)[10][11]
- 2004: Sieradz – srebro (do 80 kg)[12][13]
- 2005: Głogów – srebro (do 80 kg)[14]

Mistrzostwa Europy
- 2001: Szentes – srebro w kat. do 70 kg[15][16]

Zawody drużynowe
- 1997: Katowice – złoty medal drużynowych mistrzostw Polski[17]
- 1998: Wrocław – złoty medal drużynowych mistrzostw Polski[18][19]
- 1999: srebrny medal drużynowych mistrzostw Polski
- 2002: srebrny medal drużynowych mistrzostw Polski
- 1995: złoty medal w Pucharze Polski drużynowo
- 1998: złoty medal w Pucharze Polski drużynowo[20]
- 2001: srebrny medal w Pucharze Polski drużynowo

## Wyróżnienia
- Piąte miejsce w plebiscycie na najpopularniejszego sportowca województwa krośnieńskiego organizowanego przez czasopismo „Podkarpacie” za rok 1991[21]
- Drugie miejsce w plebiscycie dla najpopularniejszego sportowca Sanoka: za rok 1994[22][23], za rok 1999[24]
- Pierwsze miejsce w plebiscycie na najpopularniejszego sportowca Sanoka: za rok 2001[25][26], za rok 2002[27], za rok 2003[28]
- Nagroda Miasta Sanoka – dwukrotnie: za rok 1993 nagroda II stopnia za tytuł mistrza Polski juniorów[29][30][31], za rok 1994 za całokształt dorobku sportowego w karate[32][33][34].